# Tiszasas
Tiszasas es un pueblo húngaro perteneciente al distrito de Kunszentmárton, condado de Jász-Nagykun-Szolnok.

## Superficie
Cuenta con una superficie de 28,79 km².

## Demografía
Hasta 2024 la población era de 985 habitantes, con una densidad de población de 34,21 hab/km².
| Gráfica de evolución demográfica de Tiszasas entre 2020 y 2024 |
|                                                                |
| Datos según la Oficina Central de Estadística de Hungría.      |